# オーロラ・ハスキー
オーロラ・ハスキー（英: Aurora Husky）は、アメリカ合衆国アラスカ州で20世紀半ばに作出されたアラスカン・ハスキーの1系統である。
アラスカで盛んに行われていた犬ぞりレースのためにギャレス・ライト（Gareth Wright）という犬ぞりレーサーが作出したものである。1940年代の末頃に、ジョニー・アレンという有名レーサーから譲り受けた「ユーコン・タナナ・リバー・ドッグ」（Yukon-Tanana Riber Dog）に、アイリッシュ・セッターや、シベリアン・ハスキー、ターギー・ハウンド、オオカミなどを掛け合わせて作られたという。非常に俊足で、短距離レースで幾度も勝利を収めた。その後もライトやその娘のロキシー・シャンペイン（Roxy Wright-Champaine）の犬舎で純血繁殖が続けられ、40年以上に渡り、レースで勝ち続けた。
オーロラ・ハスキーの特徴はレッドの被毛で、瞳は青く、耳は垂れる。足が早く、容易に時速約30kmで走ることができるという。登場した時には「顔こそ間抜けに見えるが、走りには一切間の抜けた点がないと評された。